# بلومینگتون (فیلم)
بلومینگتون (به انگلیسی: Bloomington) فیلمی محصول سال ۲۰۱۰ و به کارگردانی فرناندو کاردوسو است. در این فیلم بازیگرانی همچون الیسون مک‌آتی، سارا استوفر، کاترین آن مک گرگور، اریکا هیدویلد، ری زوپ ایفای نقش کرده‌اند.